# Новосибирский технический колледж имени А. И. Покрышкина
Новосибирский технический колледж имени А. И. Покрышкина — российское образовательное учреждение, расположенное в Ленинском районе Новосибирска. Основан в 1930 году.

## История
16 декабря 1929 года правительство приняло решение о постройке на территории страны комбайновых заводов. В Новосибирске под строительство завода «Сибкомбайн» была выбрана площадка около станции «Кривощёково». Вместе с возведением предприятия началась постройка ФЗУ.
30 сентября 1930 года при заводе «Сибкомбайн» было открыто ФЗУ, и уже в октябре 1930 года для учёбы поступили 729 подростков. Поскольку здание училища ещё не было готово, обучение проходило в 5 разных местах. В ноябре 1930 года в эксплуатацию сдали 2 этажа, после чего занятия стали проводить в училище.
Сначала из учреждения планировали сделать учебный комбинат, подготавливающий техников, инженеров и рабочих. В марте 1931 года состоялся первый выпуск.
В 1932 году ФЗУ было перепрофилированно в профессиональную школу для подготовки работников массовых специальностей с разными периодами обучения. В этот же год окончил учебное заведение знаменитый впоследствии лётчик-ас и трижды Герой Советского Союза Александр Иванович Покрышкин (по специальности слесарь-лекальщик).
В училище было 76 классов комнат, имелись кузница, слесарный и токарный цехи, клуб, физкультурный зал, столовая, была основана база по сборке токарно-винторезного станка. В первые три года училище окончили 693 человека.
10 октября 1940 года Указом ВС СССР учебное заведение было переименовано в РУ-1.

### Военный период

Бюст А. И. Покрышкина на территории колледжа

В период Великой Отечественной войны училище переходит на круглосуточный режим учёбы и работы — три смены по 8 часов работы и обучения в цехах завода «Сибсельмаш» и училища. Учащиеся производили до тысячи мин (М-32, М-38). Также учебное заведение получило спецзаказ на выпуск части «РС» — составляющие снарядов для известной «Катюши». Производились и другие военные изделия. В военный период ученики произвели различные боеприпасы на 17 млн рублей.
В первые же дни войны количество учеников возросло вдвое (1500 человек в год). В РУ-1 прибыли дети, которых эвакуировали из Ленинграда, Брянской, Калининградской и Орловской областей, а также из Латвии. Эвакуированные из Ленинграда дети жили в училище, здесь они проходили лечение от истощения и заболеваний, здесь же (после выздоровления) работали и учились. Многие эвакуированные дети после окончания войны остались в Новосибирске и в дальнейшем трудились на различных предприятиях города.
В 1943 году училищу присудили знамя ГКО. На фронт добровольцами ушли 250 выпускников. В 1944 году учащиеся собрали 150 тысяч рублей на создание самолёта для Александра Покрышкина.

### Послевоенное время
После войны учреждение наладило выпуск мирных изделий — токарных станков, изготавливаемых в учебных мастерских на практике. В этот период директором был Е. И. Ерусалимчик.
С 1962 года РУ-1 получило другое название — ГПТУ-2, кабинеты, учебные мастерские и лаборатории были заново переоборудованы. Выпуск продукции становится более сложным. Производится 236 гидропрессов, 1355 токарно-винторезных станков 1А616, 1250 наждачно-заточ. станков (332-Б) и три промышленных робота ПМ-5. Частично данная продукция была отправлена в Монголию, Вьетнам, Китай, Индию, Сирию и на Кубу.
С 1961 по 1988 год директором училища был Э. К. Зелинский, отличник ПТО СССР и заслуженный учитель ПТО РСФСР.
В мае 1986 года учебному заведению присвоили имя трижды Героя Советского Союза маршала авиации А. И. Покрышкина.
Носил название «Новосибирский техникум металлургии и машиностроения им. А. И. Покрышкина».
В 1996 году училище переходит на многопрофильное обучение и начинает готовить работников по 7 профессиям. Добавились новые профессии: исполнитель художественно-оформительных работ и повар-кондитер.
6 марта 1998 года в учебном заведении был открыт музей А. И. Покрышкина.

## Образовательная деятельность

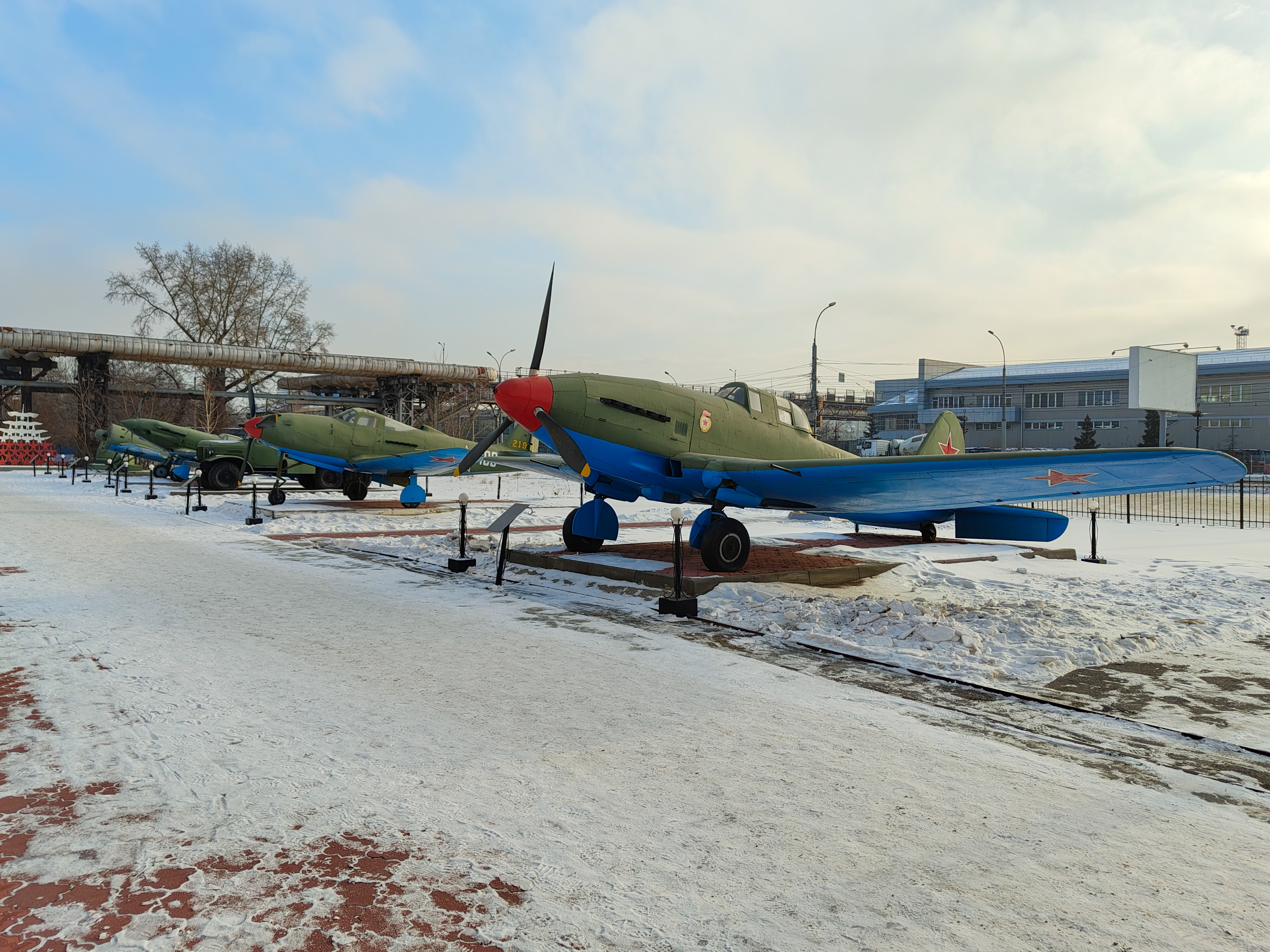
Выставка макетов военной техники на территории колледжа

Колледж ведёт обучение по таким специальностям как «Сварочное производство», «Техническая эксплуатация и обслуживание электрического и электромеханического оборудования», «Монтаж, техническая эксплуатация и ремонт промышленного оборудования», «Техническая эксплуатация гидравлических машин, гидроприводов и гидропневмоавтоматики», «Управление качеством продукции, процессов и услуг», «Автоматизация технологических процессов и производств», «Техническая эксплуатация оборудования в торговле и общественном питании», «Аддитивные технологии» и «Мехатроника и мобильная робототехника».

## Выпускники Герои Социалистического Труда и Советского Союза
- А. И. Покрышкин (трижды Герой Советского Союза, маршал авиации)
- И. И. Осинный (Герой Советского Союза)
- Е. Г. Габов (Герой Советского Союза)
- П. П. Бородин (Герой Социалистического Труда)
- А. И. Ермаков (Герой Социалистического Труда)

## Мемориальные доски
В колледже установлены памятные доски А. И. Покрышкину и К. Н. Зандину, основателю системы ПТО в Новосибирской области и начальнику областного управления профтехобразования, который работал в училище с 1942 по 1944 год.

## Награды
За работу в третьем квартале 1943 года училищу присудили знамя ГКО.
В 1967 году училище было награждено орденом Трудового Красного Знамени.